# Cephalops timberlakei
Cephalops timberlakei är en tvåvingeart som först beskrevs av Hardy 1953.  Cephalops timberlakei ingår i släktet Cephalops och familjen ögonflugor.
Artens utbredningsområde är Hawaii. Inga underarter finns listade i Catalogue of Life.